# Oleg Tverdochleb
Oleg Tverdochleb (ukrajinsky Олег Твердохліб Oleh Tverdochlib) (* 3. listopadu 1969, Dněpropetrovsk – 18. září 1995 tamtéž) byl ukrajinský atlet, mistr Evropy v běhu na 400 metrů překážek z roku 1994.
K jeho prvním mezinárodním úspěchům patřilo šesté místo v olympijském finále běhu na 400 metrů překážek v roce 1992 v Barceloně. Stejného umístění dosáhl v této disciplíně na světovém šampionátu o rok později. Jeho největším úspěchem se stal titul mistra Evropy v běhu na 400 metrů překážek z roku 1994 v Helsinkách, kde zvítězil ve svém osobním rekordu 48,06 s. O rok později nečekaně zemřel po zásahu elektrickým proudem.